# Wolfgruben (Duitsland)
Wolfgruben is een plaats in de gemeente Dautphetal in de Duitse deelstaat Hessen.
De oudste vermelding van Wolfgruben dateert uit 1299 als de ridder Kraft von Hohenfels diverse stukken land aan het klooster Caldern schenkt.

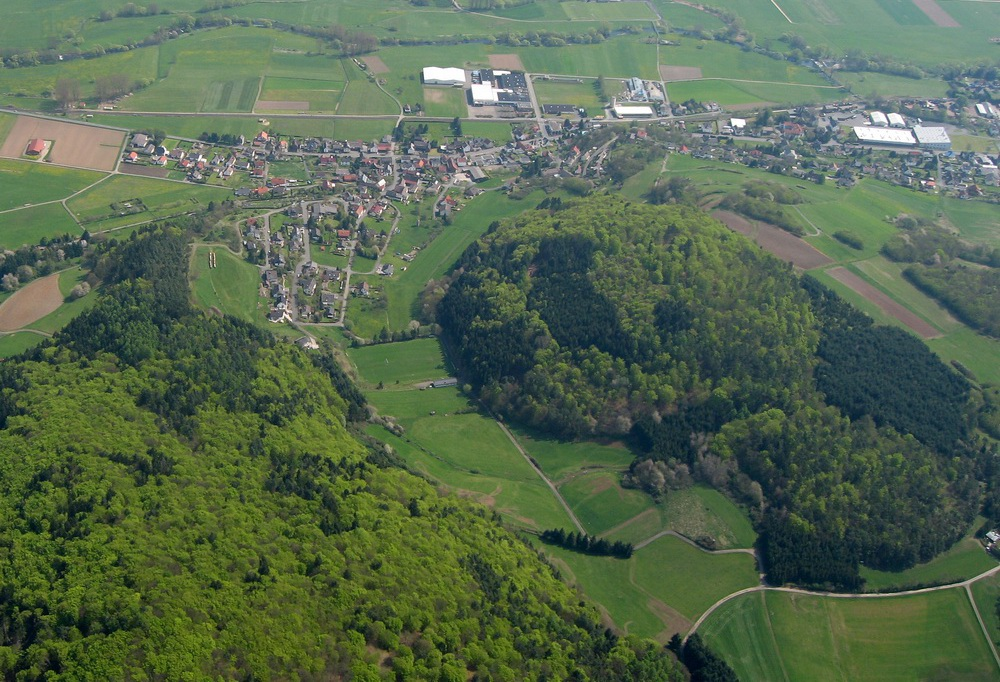

Allendorf · Buchenau · Damshausen · Dautphe · Elmshausen · Friedensdorf · Herzhausen · Holzhausen · Hommertshausen · Mornshausen · Silberg · Wolfgruben